# Drept de servitute
Dreptul de servitute este un drept real imobiliar, principal, perpetuu și indivizibil care dezmembrează proprietatea, conferind titularului său anumite prerogative strict limitate asupra lucrului altuia.

El reprezintă o sarcina impusă asupra unui fond (teren) pentru utilitatea unui alt fond învecinat, care aparține unui alt proprietar; de exemplu, dreptul proprietarului unui teren înfundat (fondul dominant) de a trece peste terenurile învecinate (fonduri aservite) pentru a ajunge la o cale publică reprezintă o servitute.